# USS Connecticut (BB-18)
El USS Connecticut (BB-18) fue un acorazado de la Cuarta Flota de la Armada de los Estados Unidos, que recibía su nombre en honor al estado de Connecticut, siendo el primero de los seis de su clase. Su casco fue botado el 10 de marzo de 1903 y se terminó su construcción el 29 de septiembre de 1904. Recibió sus primeras órdenes el 29 de septiembre de 1906, siendo el buque de guerra más avanzado en ese momento hasta la entrada en servicio dos meses después del HMS Dreadnought (1906).
El Connecticut sirvió como buque insignia en la Exposición de Jamestown a mediados de 1907, la cual conmemoraba el 300.º aniversario de la fundación de la colonia de Jamestown. Posteriormente navegó con la Gran Flota Blanca en un viaje de circunnavegación para mostrar la vocación de la Armada de los Estados Unidos de convertirse en una «armada de aguas azules». Tras completar su servicio en la gran flota blanca, el Connecticut participó en varias operaciones navales para mostrar pabellón, incluida la protección de intereses de ciudadanos estadounidenses en el extranjero. También participó en el transporte de las tropas estadounidenses en su retorno a los Estados Unidos tras la finalización de la Primera Guerra Mundial.
Durante el resto de su existencia, el Connecticut navegó prestando diferentes servicios, tanto en el Atlántico como en el Pacífico, y sirvió como buque escuela a los nuevos reclutas de la U.S. Navy. Sin embargo, a tenor de las disposiciones del tratado naval de Washington de 1922 se establecía la desaparición de un número importante de buques capitales, y dada su obsolescencia, el Connecticut fue uno de ellos, por lo que fue dado de baja el 1 de marzo de 1922 y fue vendido como chatarra el 1 de noviembre de 1923.

## Contexto histórico
El final del siglo XIX estuvo marcado por numerosos conflictos provocados en gran parte por el expansionismo norteamericano. Los intereses del país por ultramar se centran principalmente en el Océano Pacífico y Latinoamérica; es de ese modo que las islas Samoa primero y Hawái después, quedan bajo el control estadounidense. Tras la guerra hispano-estadounidense en la que su marina se enfrentaría a la Armada Española con éxito, numerosos territorios quedarían bajo el control norteamericano en el tratado de París (1898): Cuba, Filipinas, Puerto Rico y la isla de Guam. Esta situación empujó a la US Navy a un amplio programa de construcción para poder asumir la protección de todos estos nuevos territorios.

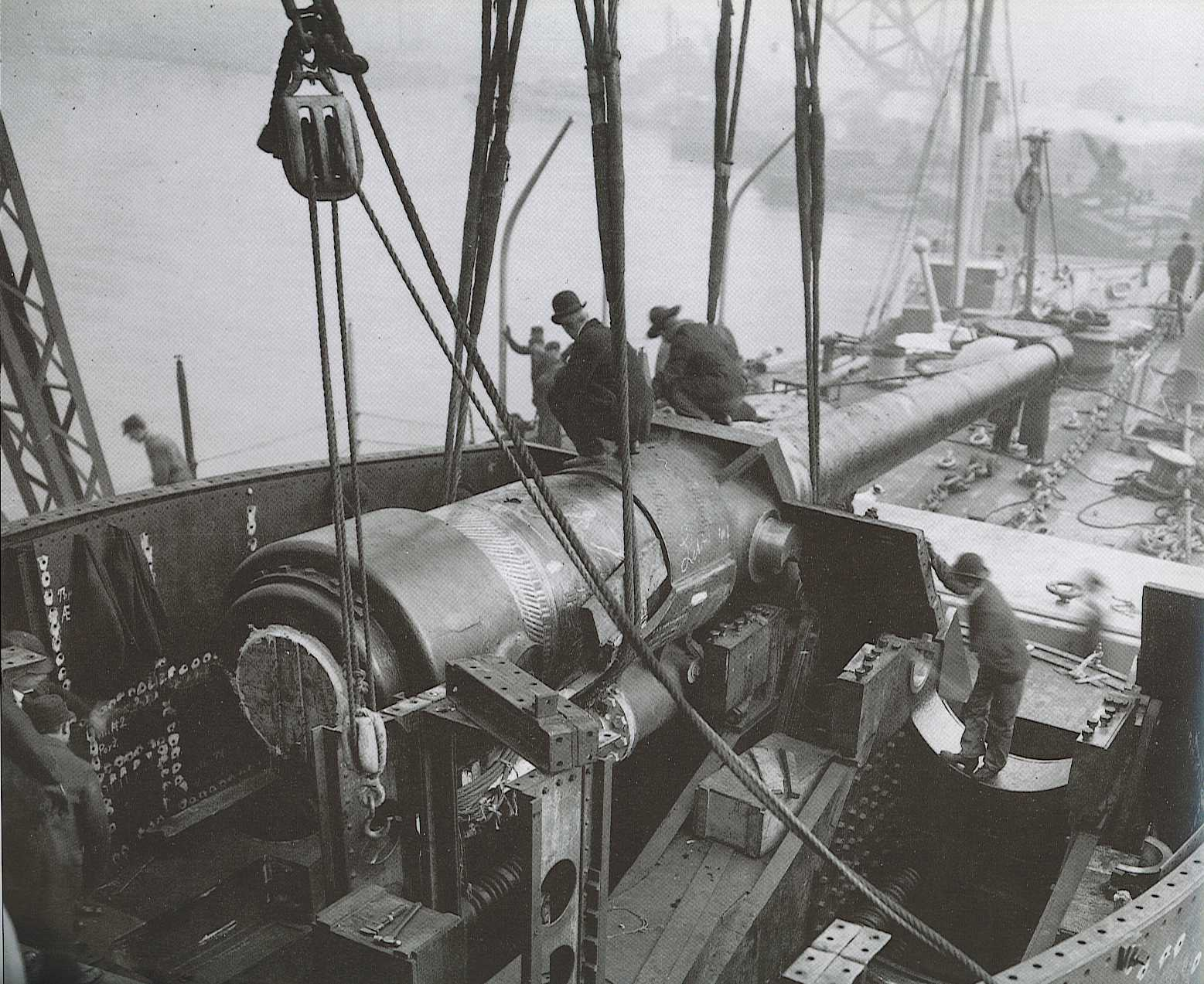
Montaje de uno de los cañones de 305 mm (12 pulgadas) del USS Connecticut (BB-18) en el astillero naval de Nueva York el 31 de enero de 1906.

## Diseño
El diseño que se convirtió en el acorazado Connecticut se concibió el 6 de marzo de 1901 cuando el Secretario de la Armada de los Estados Unidos John Davis Long solicitó al Departamento de Construcción (en inglés, Board on Construction) un estudio de futuros diseños de acorazados. Cuando esto fue terminado, las diversas oficinas apoyaron diversos diseños.